# Ruinas de Cagsawa
Las Ruinas de Cagsawa (también escrito como Kagsawa o Cagsaua) son los restos de una iglesia franciscana del siglo XVIII, la iglesia de Cagsawa, construida en 1724 y destruida por la erupción de 1814 del volcán Mayon. Se encuentran en el Barangay de Busay, Cagsawa, en el municipio de Daraga, Albay, Filipinas.
Las ruinas, actualmente protegidas en un parque supervisado por el gobierno municipal de Daraga y el Museo Nacional de Filipinas, es uno de los destinos turísticos más populares de la zona. Se considera un símbolo de los peligros de vivir en estrecha proximidad con el volcán Mayon.